# Rolls-Royce (autoblindo)
La Rolls-Royce armoured car è stato un'autoblindo britannica utilizzata tra il 1914 ed il 1941. Fu impiegata durante la prima guerra mondiale ed all'inizio della seconda. Era basata sul telaio della Silver Ghost.

## Storia

### La produzione
All'inizio della prima guerra mondiale la Royal Naval Air Service organizzò la prima squadra britannica di autoblindo. Nel settembre del 1914 tutte le Rolls-Royce Silver Ghost disponibili furono requisite per la costituzione di questo corpo, organizzato nell'ottobre dello stesso anno, da una commissione speciale composta da membri della "British Admiralty Air Department" e presieduta da T.G. Hetherington. I primi tre esemplari furono inviati il 3 dicembre 1914 al fronte occidentale, dove altre vetture Rolls-Royce, opportunamente modificate, avevano combattuto, ma erano già state tutte distrutte.
La Rolls-Royce armoured car, rispetto alla Silver Ghost, aveva un motore potenziato ad 80 hp, una carrozzeria corazzata ed una torretta con una mitragliatrice Vickers.
Il mezzo corazzato fu rivisto nel 1920 e nel 1924 e le nuove versioni furono chiamate, rispettivamente, “Rolls-Royce 1920 Pattern” and '”Rolls-Royce 1924 Pattern”.

### L'impiego bellico

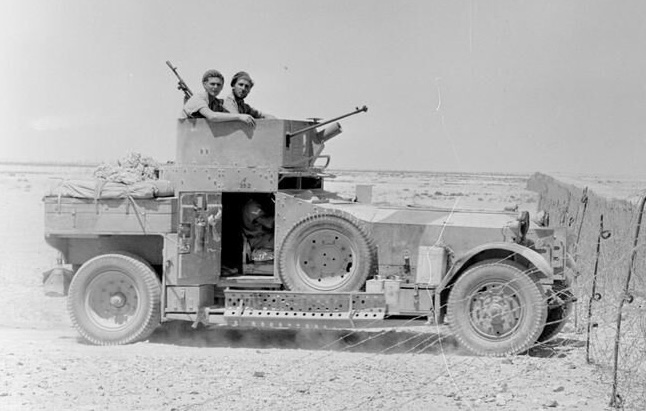
Una “Rolls-Royce 1924 Pattern” a Bardia, nel deserto Libico-Nubiano, nel 1940

Durante la prima guerra mondiale furono costituiti sei squadroni di Rolls-Royce armoured car, ognuno dei quali era formato da 12 veicoli. Uno fu spedito sul fronte francese; un altro combatté nelle colonie tedesche, per poi essere impiegato nella battaglia di Gallipoli. Dall'agosto del 1915 la “Rolls-Royce armoured car” fu impiegata nei corpi di artiglieria leggera.
Il modello era poco adatto per il terreno fangoso del fronte occidentale e infatti furono successivamente spedite nel vicino Oriente. Lawrence d’Arabia ne utilizzò uno negli scontri con l'esercito dell'Impero ottomano.
Nella guerra civile irlandese (1922-1923) 13 Rolls-Royce armoured cars furono date allo Stato Libero d'Irlanda dal governo britannico per combattere lIrish Republican Army. Furono impiegate nel pattugliamento delle strade, come scorta e in missioni nelle città di Cork e Waterford. Nonostante i continui problemi di manutenzione e che fosse poco adatta al clima irlandese, rimasero in servizio fino al 1944.
Nel 1940, durante la seconda guerra mondiale, 34 esemplari furono impiegati in Egitto nell'11º reggimento cavalleria “ussari”. Per questo nuovo impiego la mitragliatrice Vickers fu sostituito da un fucile anticarro, da una mitragliatrice Bren e da lanciagranate. Alcuni modelli installarono un nuovo telaio derivato dal trattore d'artiglieria Fordson . Allo scoppio della seconda guerra mondiale erano operativi 76 esemplari. Furono utilizzati nella campagna del Deserto Occidentale. Dalla fine del 1941 furono gradualmente ritirati dalle operazioni belliche.
A 12 degli esemplari posseduti dall'esercito irlandese fu tolta la corazza e le armi e furono messi in vendita nel 1954.
Un esemplare, registrato come ARR-2, fu il veicolo su viaggiava il leader dell'IRA, Michael Collins, il giorno del suo assassinio. È uno degli esemplari sopravvissuti fino ad oggi, ed appartiene ancora all'esercito irlandese, che lo utilizza in occasioni speciali, come le parate. L'altro modello, l'ARR-1 Danny Boy/Tom Keogh appartiene ad un collezionista private inglese.
Dalla vettura derivò la “Rolls Royce Indian Pattern”, utilizzata nel subcontinente indiano ed in Birmania, all'epoca colonie inglesi, negli anni venti.
Un prototipo aveva la torretta modificata per accogliere nuovi armamenti antiaerei e un altro montava mitragliatrici Maxim al posto della Vickers.

## Varianti
- ”1920 Pattern Mk I” – nuova corazza e nuove ruote.
- ”1920 Pattern Mk IA” – nuova torretta.
- ”1924 Pattern Mk I” – nuova torretta.
- ”Rolls Royce Indian Pattern” – vettura del 1920 con carrozzeria corazzata ingrandita e torretta con 4 cannoni.